# Mariánské svátky

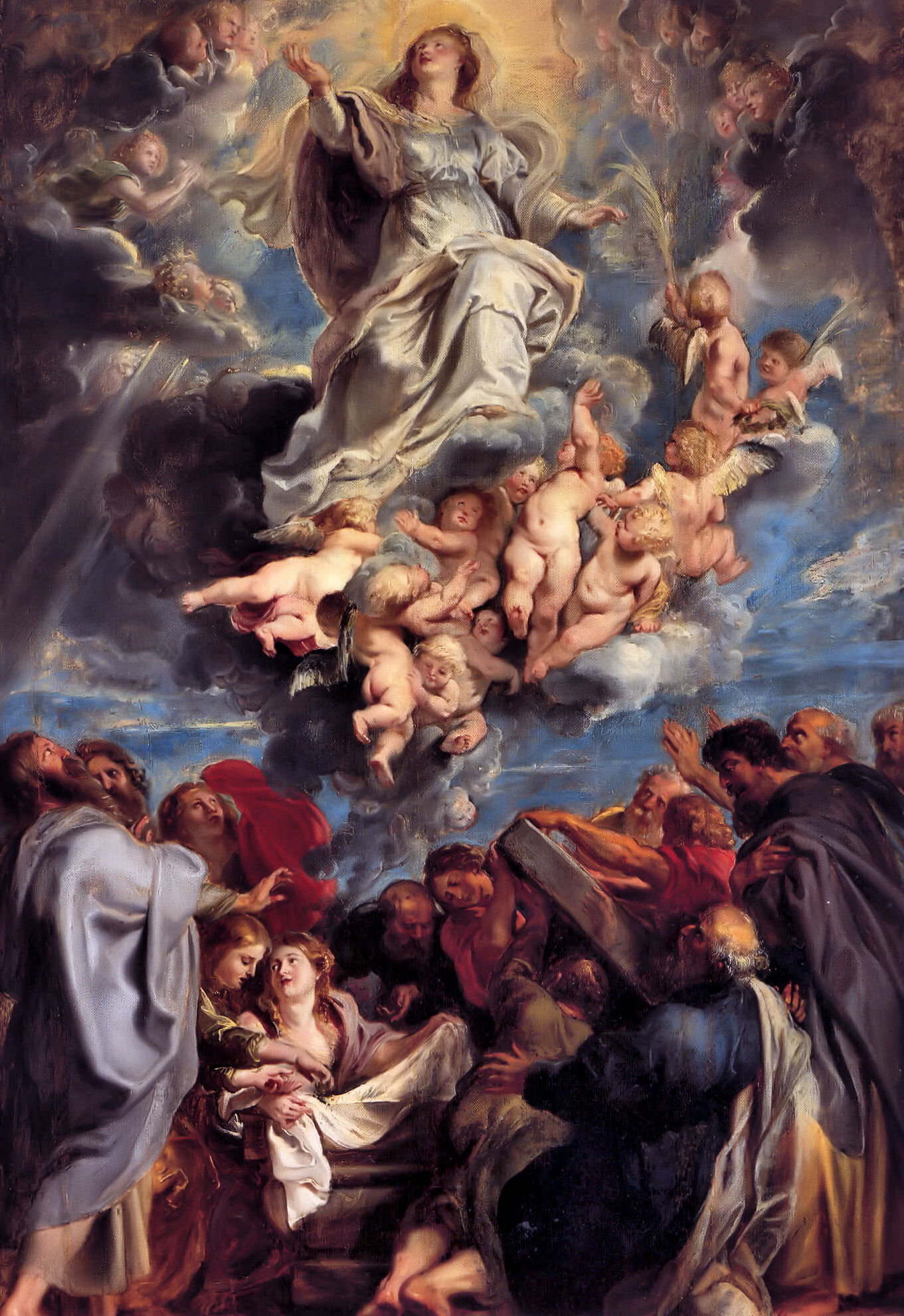
P. P. Rubens: Nanebevzetí Panny Marie

O úctě k Panně Marii, Ježíšově matce, detailně pojednává článek Mariánská úcta.
Mariánské svátky v římskokatolické liturgii pokrývají nezanedbatelnou část liturgického roku.

## Výčet svátků

#### Leden
- 1. 1. Matky Boží, Panny Marie
- 18. 1. Panna Maria, Matka jednoty křesťanů (jen pro české země)

#### Únor
- 2. 2. Hromnice – Svátek Uvedení Páně do chrámu
- 11. 2. Panna Maria Lurdská

#### Březen
- 25. 3. Zvěstování Páně

#### Květen
- Květen – měsíc Panny Marie
- 8. 5. Panna Maria, Prostřednice všech milostí (jen pro české země a v nemnoha dalších místních kalendářích)
- 13. 5. Panna Maria Fatimská
- 24. 5. Panna Maria Pomocnice křesťanů (salesiáni a příp. jiné partikulární kalendáře, v ČR se neslaví)
- 31. 5. Navštívení Panny Marie

#### Červen
- Pondělí po slavnosti Seslání Ducha svatého: Panny Marie, Matky církve.
- Sobota po slavnosti Nejsvětějšího Srdce Ježíšova (tedy 3. sobota po Letnicích): Neposkvrněné Srdce Panny Marie

#### Červenec
- 16. 7. Panna Maria Karmelská

#### Srpen
- 2. 8. Porciunkule – svátek Panny Marie Andělské
- 5. 8. Posvěcení římské baziliky Panny Marie (Santa Maria Maggiore)
- 15. 8. Nanebevzetí Panny Marie
- 22. 8. Panna Maria Královna

#### Září
- 8. 9. Narození Panny Marie
- 12. 9. Jména Panny Marie
- 15. 9. Panna Maria Bolestná
- 24. 9. Maria Mercedes (mercedariáni a příp. jiné partikulární kalendáře, v ČR se neslaví)

#### Říjen
- 7. 10. Panny Marie Růžencové

#### Listopad
- 21. 11. Památka Zasvěcení Panny Marie v Jeruzalémě

#### Prosinec
- 8. 12. Panna Maria, počatá bez prvotního hříchu
- 10. 12. Panna Maria Loretánská
- 12. 12. Panna Maria z Guadalupe
- 25. 12. Vánoce – Narození Páně